# Antoni Asunción
Antoni Asunción Hernández, también conocido como Antonio Asunción o Toni Asunción (Manises, 12 de julio de 1951-Valencia, 5 de marzo de 2016), fue un político y empresario español.

## Biografía
Militante del PSOE desde los 70, inició su carrera política como alcalde de Manises. Fue reelegido por mayoría cualificada de 2/3. En 1983, dejó la alcaldía, al asumir la presidencia de la Diputación de la provincia de Valencia, donde aplicó sus ideas sobre optimización, racionalización y eficiencia del gasto.[cita requerida] En esta etapa se creó la empresa EGEVASA que, mediante una fórmula polinómica de financiación, permitió el suministro homogéneo y continuo del agua a toda la provincia de Valencia. Su enfoque práctico y su búsqueda constante del diálogo hicieron que sus Planes Plurianuales para Obras y Servicios fueran asumidos como modelo para el resto de Diputaciones de España. De carácter conciliador, ayudó a dar lugar al Pacto por la Financiación con los ayuntamientos y que fue aprobado por unanimidad.[cita requerida]
En 1988, fue nombrado director general de Instituciones Penitenciarias (en 1991 convertida en Secretaría General). De esta etapa hay que destacar el ahorro derivado de una gestión eficiente, así como el Plan de Amortización y Creación de Centros Penitenciarios, todavía vigente hoy, que dio lugar al nacimiento de SIEP (Sociedad Estatal de Infraestructuras y Equipamientos Penitenciarios), que permitió la financiación de los planes a través de la venta del patrimonio obsoleto.[cita requerida] En esta etapa, Asunción diseñó e implementó la muy polémica política de dispersión de presos. Fue igualmente bajo su mandato que se estableció el régimen de presos FIES.
El 24 de noviembre de 1993 fue nombrado ministro del Interior, y el 30 de abril de 1994 dimitió tras la fuga del exdirector de la Guardia Civil Luis Roldán.
En 1999, se presentó como candidato a la Generalidad Valenciana, liderando la lista del PSPV (PSOE), que obtuvo 35 escaños. Tras no ganar la Secretaría General del PSPV, decidió retirarse de la primera línea política y regresar a la empresa privada, donde desarrolló un innovador proyecto de acuicultura junto al también político Társilo Piles, en las costas del litoral valenciano (Burriana y, después, Sagunto).[cita requerida]
En septiembre de 2010, quiso presentarse a las elecciones primarias en el PSPV para ser nominado candidato a presidente de la Generalidad Valenciana para las elecciones autonómicas de 2011. Sin embargo, parte de las firmas de militantes que presentó para avalar su candidatura fueron rechazadas por la Comisión de Garantías del PSPV. Después de denunciar lo que consideraba juego sucio, fue suspendido cautelarmente de militancia en enero de 2011. En octubre de 2013 presentó, junto a Albert Rivera y Juan Carlos Girauta, el Movimiento Ciudadano (Plataforma Civil).
En junio de 2015 fue imputado por delitos de administración fraudulenta y apropiación indebida por la venta al Banco de Valencia de su participación en una piscifactoría.